# Ключников, Александр Александрович
Алекса́ндр Алекса́ндрович Клю́чников (укр. Олександр Олександрович Ключников; 10 февраля 1945, Киев, УССР, СССР — 10 января 2016) — директор Института проблем безопасности атомных электростанций Национальной академии наук Украины, Киев. Академик НАН Украины (2009). Герой Украины (2011).

## Биография
После окончания школы (1962) поступил на физический факультет Киевского государственного университета, который закончил в 1967 году по специальности «инженер-физик».
В 1967—1970 годах работал в Институте физики АН УССР, с 1970 года — в Институте ядерных исследований (ИЯИ) АН УССР, где окончил аспирантуру и защитил кандидатскую диссертацию. С 1975 по 1979 год работал в аппарате Президиума АН УССР.
В 1979 году был назначен директором Специального конструкторско-технологического бюро с экспериментальным производством ИЯИ (СКТБ ЭП ИЯИ), которое возглавлял на протяжении 18 лет.
Принимал активное участие в ликвидации аварии на Чернобыльской АЭС.
С 1996 года — генеральный директор Межотраслевого научно-технического центра «Укрытие» НАН Украины. В 2004 году МНТЦ «Укрытие» был преобразован в Институт проблем безопасности атомных электростанций НАН Украины. Ключников был директором этого института с 2004 по 2016 годы. 
В списке трудов Ключникова более 320 публикаций, в том числе 27 монографий и 34 патента. Среди его учеников два доктора наук и 19 кандидатов наук.
Доктор технических наук (1989), профессор. Академик Академии технологических наук Украины (1991). В 1992 году был избран член-корреспондентом НАН Украины, в 2009 — академиком НАН Украины.
Похоронен на Берковецком кладбище Киева.

## Награды и звания
- Герой Украины (с вручением ордена Державы) — за выдающийся личный вклад в укрепление безопасности отечественной атомной энергетики, многолетнюю плодотворную научную деятельность (23.08.2011).
- Лауреат государственных премий УССР и Украины в области науки и техники (1985, 1999).
- Награждён советским орденом «Знак Почёта» (1985), а также украинскими орденами «За заслуги» III (2005) и II (2010) степеней.
- Награждён Почётной грамотой Президиума Верховного Совета УССР (1986) и Почётной грамотой Верховной Рады Украины (2006).
- Награждён орденом УПЦ Преподобного Нестора Летописца ІІІ степени (2004).
- Награждён знаком НАН Украины «За научные достижения» (2006).
- Заслуженный деятель науки и техники Украины (1995).
- Почётный энергетик Украины (2005).
- Орден «Герой Чернобыля» (2015).